# Secret Garden (chanson)
Pour les articles homonymes, voir Secret Garden.
Singles de Gackt
Saikai–Story–
(2000) Kimi No Tameni Dekiru Koto
(2001)
Secret Garden est le septième single régulier de Gackt. Écrit, composé et produit par Gackt, il sort le 16 novembre 2000 au Japon sur le label Nippon Crown. Il atteint la 10e place du classement des ventes hebdomadaire de l'Oricon, et reste classé pendant cinq semaines. La chanson-titre figurera sur le troisième album de Gackt, Rebirth, qui sortira cinq mois plus tard ; sa version instrumentale figure aussi sur le single.

## Liste des chansons
| CD    | CD                           | CD    | CD | CD | CD | CD | CD | CD | CD |
| No    | Titre                        | Durée |    |    |    |    |    |    |    |
| ----- | ---------------------------- | ----- | -- | -- | -- | -- | -- | -- | -- |
| 1.    | Secret Garden                | 4:45  |    |    |    |    |    |    |    |
| 2.    | Nine Spiral (NINE SPIRAL)    | 4:05  |    |    |    |    |    |    |    |
| 3.    | Secret Garden (Instrumental) | 4:45  |    |    |    |    |    |    |    |
| 13:35 |                              |       |    |    |    |    |    |    |    |